# 西莫内·斯库费特
西莫内·斯库费特（義大利語：Simone Scuffet，發音：[siˈmoːne skufˈfɛt]；1996年5月31日—），是一名意大利足球运动员，司職守门员。現時効力意甲球队卡利亞里。

## 俱乐部生涯
斯库费特出自乌迪内斯的青训体系，2013年夏季被提拔进入一线队。2014年1月底，在球队主力门将泽里克·布尔基奇受伤后，乌迪内斯主教练弗朗西斯科·圭多林没有选择球队的二号门将伊万·凯拉瓦，而是选择提拔未满18岁的斯库费特。2月1日，他在和博洛尼亚的比赛出场，上演职业生涯首秀。之后他凭借精彩的表现从伤愈复出的布尔基奇手中抢到主力门将位置。2014年6月9日，他和乌迪内斯续约五年。

### 那不勒斯
2025年1月7日，斯库费特被租借至拿玻里，直至賽季結束。5月，他隨隊獲得意甲冠軍。

## 国家队生涯
斯库费特曾代表意大利U-17和U-18国家队出场。在2014年3月，他首次被意大利成年国家队征召参加集训。

## 榮譽

### 俱樂部
拿玻里
- 意甲冠軍：2024–25[4]

### 個人
- 克盧日年度最佳球員：2022–23